# Bauhinia brevipes
Bauhinia brevipes är en ärtväxtart som beskrevs av Julius Rudolph Theodor Vogel. Bauhinia brevipes ingår i släktet Bauhinia och familjen ärtväxter. Inga underarter finns listade i Catalogue of Life.